# Clandestine
Clandestine (рус. Тайное) — второй студийный альбом шведской дэт-металлической группы Entombed, был выпущен в 1991 году на лейбле Earache Records.

## Об альбоме
Запись Clandestine проходила в стокгольмской студии Sunlight Studio. Над обложкой диска работал Dan Seagrave, известный своими работами с Dismember, Suffocation и Morbid Angel.
Альбом вышел в период формирования дэт-метала — то есть, в начале 90-х, когда американские группы, такие как Obituary, британские — Carcass, и шведские — Entombed творчески процветали — благодаря поддержке таких лейблов как Earache Records и увеличению количества своих поклонников — оба диска, и предыдущий Left Hand Path и этот, подготовили благодатную почву для последующих поколений скандинавских дэт-метал групп.

## Список композиций
1. «Living Dead» (Andersson/Hellid) — 4:26
2. «Sinners Bleed» (Andersson/Cederlund) — 5:10
3. «Evilyn» (Andersson/Cederlund/Rosenberg) — 5:05
4. «Blessed Be» (Andersson/Cederlund/Hellid/Rosenberg) — 4:46
5. «Stranger Aeons» (Andersson/Cederlund/Hakansson) — 3:25
6. «Chaos Breed» (Andersson/Cederlund/Hakansson) — 4:52
7. «Crawl» (Andersson) — 6:13
8. «Severe Burns» (Andersson) — 4:01
9. «Through the Collonades» (Andersson/Hakansson) — 5:39

## Переиздание
Был переиздан в 2008 году в составе классической серии студии Earache Classic на DVD.
1. Left Hand Path (Video Clip)
2. Stranger Aeons (Video Clip)
3. Hollowman (Video Clip)
4. Wolverine Blues (Video Clip)
5. Night of the Vampire (Video Clip)
6. Living Dead
7. Revel in Flesh
8. Stranger Aeons
9. Crawl
10. But Life Goes On
11. Sinners Bleed
12. Evilyn
13. The Truth Beyond
14. Drowned
15. Left Hand Path

## Участники записи
- Йонни Дордевич — вокал
- Уффе Седерлунд — гитара
- Алекс Хеллид — гитара
- Ларс Розенберг — бас-гитара
- Нике Андерссон — ударные, вокал
- Продюсер — Томас Скогсберг